# Thibault Chevigny
Thibault Chevigny, né le 11 mars 1988 à Villeneuve-Saint-Georges, est un joueur français de basket-ball. Il mesure 1,96 m.

## Palmares
-Champion de France NM1 avec l'Olympique d'Antibes en 2008
-Vainqueur Playoffs d'accession en NM1 avec le Rueil Athletic Club en 2012
-Vainqueur Playoffs d'accession en NM1 avec le Basket Club Montbrison en 2014
-Vice Champion de France NM2 avec le Basket Club Montbrison en 2014
-Vice Champion du Trophée Coupe de France avec le Basket Club Montbrison en 2015